# Stéphane Mbia
Stéphane Mbia Etoundi (* 20. Mai 1986 in Yaoundé) ist ein momentan vereinsloser kamerunischer Fußballspieler.

## Karriere

### Verein
Seit 2004 stand Mbia beim bretonischen Club Stade Rennes unter Vertrag; sein Profidebüt gab er in der Ligue 1 am 19. Februar 2005 gegen OGC Nizza. Sein erstes Tor erzielte er 2006 beim 1:0-Heimsieg über Olympique Lyon. Insgesamt machte er für Stade Rennes 105 Ligaspiele, in denen er fünf Treffer markierte; zwei weitere Tore steuerte er in neun Europapokalbegegnungen bei. Mit Stade Rennes erreichte er 2009 das Pokalfinale, in dem die Bretonen EA Guingamp mit 1:2 unterlagen. Zur Saison 2009/10 wechselte Mbia innerhalb der Ligue 1 zu Olympique Marseille. Sofort stieg er zu einem der Leistungsträger innerhalb des Teams auf. In der Rückrunde stellte ihn Trainer Didier Deschamps vermehrt in der Innenverteidigung auf, in der er mit dem Senegalesen Souleymane Diawara ein Duo bildete. Am Ende der Spielzeit gewann Olympique die erste französische Meisterschaft seit 1992. Am 31. August 2012 wechselte Mbia zu den Queens Park Rangers, bei denen er einen Zweijahresvertrag bis zum 30. Juni 2014 unterschrieb. Am 26. August 2013 wechselte er bis Saisonende auf Leihbasis zum FC Sevilla, mit dem er in derselben Saison die UEFA Europa League gewann. Am 31. August 2014 wurde er fest verpflichtet. Zur Saison 2015/16 wechselte er zum türkischen Verein Trabzonspor. Er kam Ablösefrei, da sein Vertrag beim FC Sevilla auslief. Ein halbes Jahr später gab ihn Trabzonspor gegen eine Ablösesumme 6 Millionen Euro von an den chinesischen Verein Hebei China Fortune ab. Die Saison 2018/19 verbrachte er dann beim FC Toulouse und wechselte wieder zurück nach China. Wuhan Zall, Shanghai Shenhua sowie der Wuhan FC waren dort die weiteren Stationen. Es folgte der CF Fuenlabrada in Spanien und zuletzt stand Mbia beim türkischen Verein Tuzlaspor unter Vertrag.

### Nationalmannschaft
Von 2005 bis 2016 absolvierte der Abwehrspieler insgesamt 70 Partien für die kamerunische A-Nationalmannschaft und erzielte dabei x Treffer. Im Viertelfinalspiel der Afrikameisterschaft 2008 erzielte Mbia zwei Tore gegen Tunesien, darunter das Siegtor in der dritten Minute der Verlängerung. Bei den Olympischen Spielen 2008 stand Mbia im kamerunischen Aufgebot und schoss in vier Spielen ein Tor. Er war ebenfalls im Kader für die Weltmeisterschaften 2010 und 2014. Dabei kam er jeweils in allen drei Gruppenspielen zum Einsatz, als Kamerun beide Male ohne Punktgewinn ausschied.

## Erfolge
- Französischer Meister: 2010
- Französischer Ligapokalsieger: 2010, 2011, 2012
- Französischer Superpokalsieger: 2011
- UEFA-Europa-League-Sieger: 2014, 2015

## Privat
Mbias jüngerer Bruder Franck Etoundi (* 1990) ist ebenfalls Profifußballer und spielt momentan für den Erstligisten UN Käerjéng 97 in Luxemburg.